# 富兰克林·埃哲顿

弗蘭克林·愛哲頓（1885年7月24日—1963年12月7日）是一位美国语言学家。

## 生平
他是耶魯大學薩里斯伯里梵語和比較語言學教授（1926 年）和貝納勒斯印度大學客座教授（1953-4 年）。 1913年至1926年任賓夕法尼亞大學梵文教授。 他以對《薄伽梵歌》 的直譯而聞名，該譯本于 1944 年作为哈佛東方系列第 38-39 卷出版。他還編輯了Simhāsana Dvātrṃśika （“32 個王位傳說”，也稱為Vikrama Charita ：“ Vikrama歷險記”）的四次修訂版的平行版本，以及對（佚失的）原始梵語文本Panchatantra的重建。    